# Forest (Virginie)
Pour les articles homonymes, voir Forest.
Forest est une census-designated place située dans le comté de Bedford, dans l’État de Virginie, aux États-Unis. Lors du recensement de 2020, elle comptait 11 709 habitants.